# Renan (football, 2002)
Pour les articles homonymes, voir Renan.
Renan Victor da Silva dit Renan, né le 19 mai 2002 au Brésil, est un footballeur brésilien qui évolue au poste de défenseur central au Shabab Al-Ahli Club.

## Biographie

### En club
Né à São Paulo, il rejoint le club de Palmeiras en 2015, avec qui il gagne de nombreux trophée en catégorie des moins de 15 ans. Cependant Palmeiras résilie son contrat en août 2022 car il est impliqué dans un accident ayant fait un mort, il conduisait sans permis et sous l'emprise d'alcool. Pour cette homicide involontaire, il risque 10 ans de prison.

### En équipe nationale
En octobre et novembre 2019, il est sélectionné pour la Coupe du monde des moins de 17 ans au Brésil. L'équipe du Brésil remporte la finale de la compétition, qu'elle n’a plus atteint depuis 2003.

## Palmarès
Équipe du Brésil des moins de 17 ans
- coupe du monde des moins de 17 ans
  - Vainqueur en 2019.

## Statistiques
| Saison                | Club                  | Championnat           | Championnat | Championnat | Championnat | Coupe(s) nationale(s) | Coupe(s) nationale(s) | Coupe(s) nationale(s) | Supercoupe | Supercoupe | Supercoupe | Compétition(s) continentale(s) | Compétition(s) continentale(s) | Compétition(s) continentale(s) | Compétition(s) continentale(s) | Ligue régionale | Ligue régionale | Ligue régionale | Total | Total | Total |
| Saison                | Club                  | Division              | M.          | B.          | P.d.        | M.                    | B.                    | P.d.                  | M.         | B.         | P.d.       | Comp.                          | M.                             | B.                             | P.d.                           | M.              | B.              | P.d.            | M.    | B.    | P.d.  |
| 2020                  | Palmeiras             | Série A               | 8           | 0           | 0           | 2                     | 0                     | 0                     | -          | -          | -          | CL                             | 1                              | 0                              | -                              | -               | -               | -               | 11    | 0     | 0     |
| 2021                  | Palmeiras             | Série A               | 21          | 0           | 0           | 2                     | 0                     | 0                     | -          | -          | -          | CL                             | 8                              | 1                              | 0                              | 10              | 0               | 1               | 41    | 1     | 1     |
| 2022                  | Palmeiras             | Série A               | -           | -           | -           | -                     | -                     | -                     | -          | -          | -          | CL                             | -                              | -                              | -                              | 2               | 0               | 0               | 2     | 0     | 0     |
| Sous-total            | Sous-total            | Sous-total            | 29          | 0           | 0           | 4                     | 0                     | 0                     | -          | -          | -          | -                              | 9                              | 1                              | 0                              | 12              | 0               | 1               | 54    | 1     | 1     |
| 2022                  | RB Bragantino (prêt)  | Série A               | 4           | 0           | 0           | 1                     | 0                     | 0                     | -          | -          | -          | CL                             | 3                              | 0                              | 0                              | -               | -               | -               | 8     | 0     | 0     |
| 2022-2023             | Shabab Al-Ahli        | UEA Pro League        | 1           | 0           | 0           | -                     | -                     | -                     | -          | -          | -          | -                              | -                              | -                              | -                              | -               | -               | -               | 1     | 0     | 0     |
| Total sur la carrière | Total sur la carrière | Total sur la carrière | 34          | 0           | 0           | 5                     | 0                     | 0                     | -          | -          | -          | -                              | 12                             | 1                              | 0                              | 12              | 0               | 1               | 63    | 1     | 1     |